# كريستيان هاينس
كريستيان هاينس (بالإنجليزية: Kristian Haynes)‏ (20 ديسمبر 1980 بمالمو في السويد - ) هو لاعب كرة قدم أمريكي في مركز الوسط. لعب مع أيك سولنا ونادي مالمو وتريليبورج ‏ وBK Höllviken ‏ وOxie IF ‏ وMjällby AIF ‏ ونادي تريليبورج ‏.

## وصلات خارجية
- كريستيان هاينس على موقع اتحاد السويد (السويدية)
- كريستيان هاينس على موقع قاعدة بيانات كرة القدم.إي يو (الإنجليزية)
- كريستيان هاينس على موقع Soccerway.com (الإنجليزية)